# 马鞍山市第二十二中学
马鞍山市第二十二中学，简称马鞍山二十二中，是安徽省马鞍山市的一所高级中学，为安徽省示范高中。

## 校史
马鞍山市第二十二中学创建于1985年9月，2000年8月被评定为“马鞍山市示范高中”，2006年6月被评定为“安徽省示范高中”。2006年7月，原马鞍山市实验中学与原马鞍山市二十二中合并办学。2008年7月5日，初中与高中分离办学，初中划归马鞍山市实验中学独立办学，高中划归马鞍山市二十二中独立办学。2013年7月28日，学校整体搬迁至新校区办学。

## 现状
学校占地100亩，校舍建筑面积45000平方米；现有教职工182人，其中安徽省特级教师3人，安徽省教坛新星4人，马鞍山市学科带头人9人，马鞍山市骨干教师16人，马鞍山市教坛新星3人，中学高级教师78人。